# REMUS

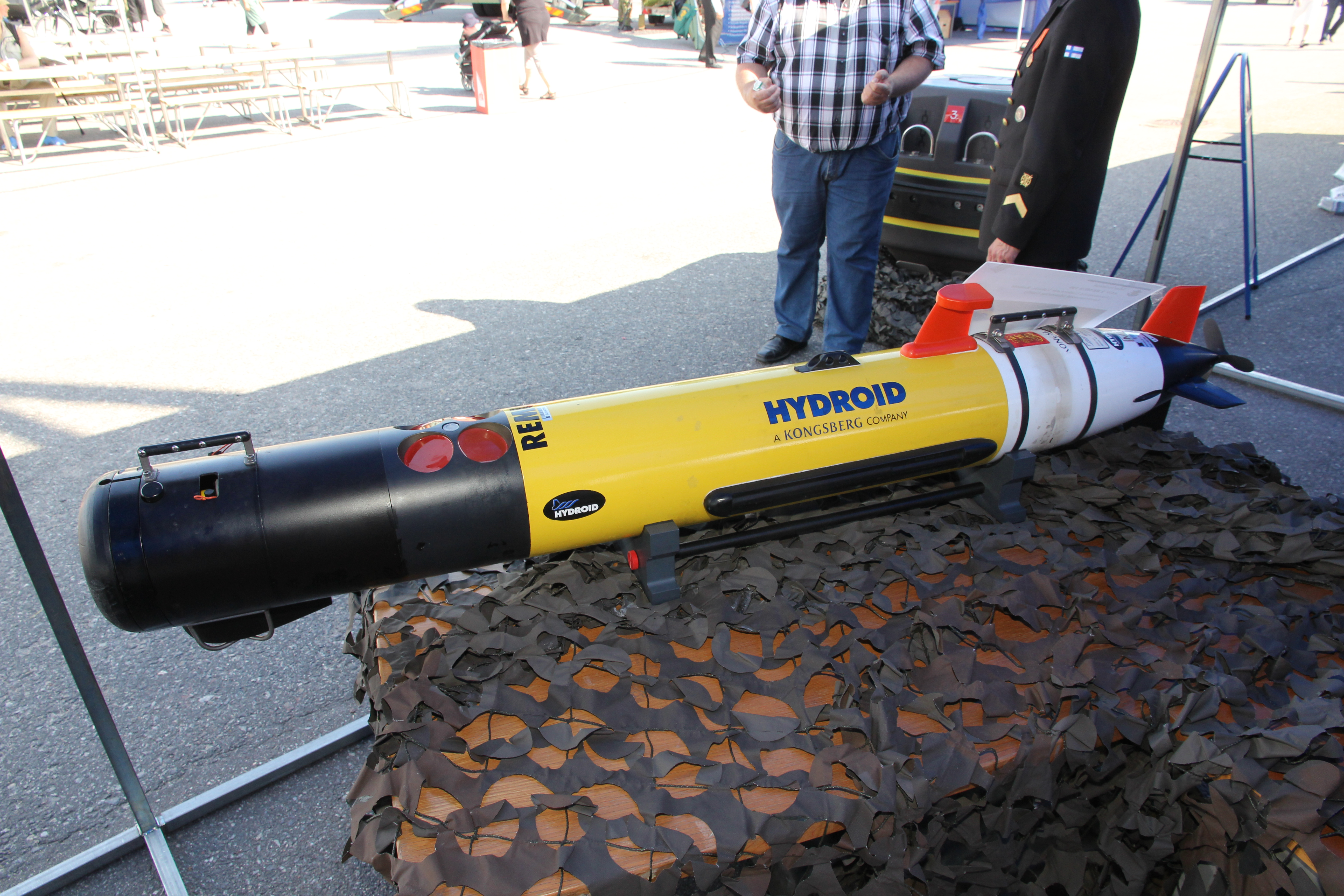
REMUS 100 Военно-морских сил Финляндии

REMUS (Remote Environmental Measuring UnitS) — семейство автономных подводных аппаратов. Разработано в США Океанографическим институтом в Вудс-Хоул (серийное производство компании Hydroіd). Предназначено для исследования вод мирового океана, было модернизировано для военных целей. Имеет ряд модификаций: REMUS 100, 600, 1500, 3000 и 6000 (цифра в названии соответствует максимально допустимой глубине погружения в метрах).

## Характеристики
REMUS 100 - робот-подводный аппарат, - работающий на глубине до 100 м, около 20-ти часов и управляется с помощью двух операторов. Небольшой REMUS 100 имеет вес менее 80 фунтов (36 кг) и способен передвигаться под водой со скоростью около 3-5 узлов. Запас хода составляет 60 км.
REMUS 100 оснащен температурным датчиком, измерителями глубины и скорости подводных течений, двухчастотным сонаром (900/1800 кГц), способным формировать трехмерные изображения с разрешающей способностью около 6 см.
Аппараты Remus использовались в боевых действиях. С их помощью ВМС США производили очистку вод от мин в ходе войны в Ираке.
В общей сложности на 2010 г. было произведено около 200 аппаратов REMUS, которые приняты на вооружение в 13 странах НАТО и некоторых других государствах.

## Выполняемые задачи
REMUS может применяться для выполнения следующих видов заданий:
- Гидрографические исследования
- Противоминные операции
- Обеспечение безопасности гавани
- Мониторинг состояния окружающей среды
- Обследование полей обломков
- Поисковые и спасательные операции
- Рыбопромысловые операции
- Научные эксперименты и наблюдения